# Restitutionsedikt

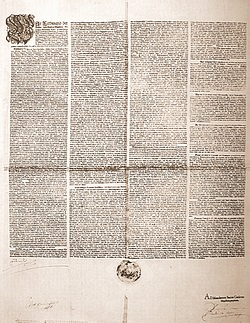
Urkunde des Restitutionsedikts

Das Restitutionsedikt war eine von Kaiser Ferdinand II. am 6. März 1629 erlassene Verordnung, mit der ohne Einverständnis der evangelischen Reichsstände der Status quo des geistlichen Besitzstands im Reich wieder auf den Stand des Jahres 1552 gebracht werden sollte. Es setzte damit die katholische Interpretation des Augsburger Religionsfriedens (1555) durch.
Das Restitutionsedikt markierte den Höhepunkt der kaiserlichen Macht im Dreißigjährigen Krieg. Ende der 1620er Jahre erlitten die Protestanten in Norddeutschland verheerende Niederlagen gegen die Truppen des Kaisers und der katholischen Liga. Diese Situation der katholischen Dominanz im Reich wollte Kaiser Ferdinand II. zur dauerhaften Stärkung der katholischen Konfession nutzen.
Das Edikt hätte bei Befolgung für die Eigentumsverhältnisse innerhalb des Reichs enorme Konsequenzen gehabt, da in großem Umfang Enteignungen und Rückübertragungen ehemals katholischen Besitzes die Folge gewesen wären, darunter zwei Erzbistümer, sieben Bistümer und über 500 Klöster. Das Edikt fachte den Konflikt zwischen dem katholischen Kaiser und den evangelischen Fürsten und Ständen erneut an und trug zur weiteren Eskalation des Kriegs bei.

## Hintergrund
Der Augsburger Religionsfrieden von 1555 gab den Reichsfürsten das Recht, die Konfession ihrer Untertanen zu bestimmen (Cuius regio, eius religio – Wessen Gebiet, dessen Religion). Gleichzeitig hatten Untertanen, die die Konfession ihres Herrschers nicht annehmen wollten, das Recht auszuwandern und sich in einem anderen Territorium ihrer Konfession niederzulassen (ius emigrandi). Ebenfalls aufgenommen wurde aber der sogenannte „Geistliche Vorbehalt“ (Reservatum ecclesiasticum), der geistliche Territorien von der Reformation ausnahm und eine Einziehung von Kirchengütern verbot. Dies sollte den Besitzstand der katholischen Kirche von 1552 sichern. Um die protestantischen Reichsstände zur Duldung des geistlichen Vorbehalts zu bewegen, verabschiedete Ferdinand I. eine Zusatzerklärung, die Declaratio Ferdinandea, die evangelischen Rittern und Städten in geistlichen Territorien – als Ausnahme vom cuius-regio-Prinzip – die Bekenntnisfreiheit zusicherte.
Trotz des geistlichen Vorbehalts wurden nach dem Augsburger Religionsfrieden noch Kirchengüter umfangreich säkularisiert. Gegen diese Säkularisationen konnte zwar vor Reichskammergericht und Reichshofrat juristisch vorgegangen werden, doch oftmals waren diese Prozesse sehr langwierig und kostspielig, sodass sie sich nicht lohnten. Auch wurden zahlreiche norddeutsche Bistümer mittlerweile von evangelischen Bischöfen administriert, darunter das Erzbistum Magdeburg (mit seinem reichsunmittelbaren Erzstift Magdeburg), das Erzbistum Bremen (mit dem Erzstift Bremen), das Bistum Halberstadt (mit dem Hochstift Halberstadt), das Bistum Lübeck/Hochstift Lübeck, während das Bistum Meißen/Hochstift Meißen und das Bistum Naumburg-Zeitz/Hochstift Naumburg faktisch von den sächsischen Kurfürsten annektiert worden waren.
Bereits vor dem Erlass des Restitutionsedikts hatte Ferdinand II. in Einzelfällen Kirchengüter zurückgeben lassen, etwa 1626 das – 1601 verlassene – Magdeburger Kloster Unser Lieben Frauen dem Prämonstratenserorden. Auch hatte er in seinen Habsburgischen Erblanden nach der Niederschlagung des Ständeaufstands in Böhmen (1618) die Gegenreformation – gemäß dem cuius-regio-Prinzip – gewaltsam durchgeführt. Der protestantische Adel sowie die protestantische Geistlichkeit Böhmens, Österreichs und Ungarns wurden des Landes verwiesen oder zum Konfessionswechsel gezwungen. Die „Exulanten“ hatten sich in weiten Teilen Europas zerstreut, von Reichsstädten wie Nürnberg und Augsburg bis in die Kurfürstentümer Sachsen und Brandenburg, nach West- und Ostpreußen, einzelne sogar nach Dänemark, Schweden oder in die Niederlande, einige schlesische Grundbesitzer waren ins benachbarte katholische Polen emigriert.

## Inhalt des Edikts
Der erste Teil des Edikts, dessen Formulierung wesentlich auf den Mainzer Kurfürst-Erzbischof und Reichserzkanzler Georg Friedrich von Greiffenclau zurückgeht, beinhaltet eine Erörterung, wie der Augsburger Religionsfriede gemeint gewesen sei. Sie bestätigt die katholische Auslegung als verbindlich und erklärt die protestantische zu Unrecht: die katholische Lesart der Bestimmungen über die reichsmittelbaren geistlichen Güter, also solcher Gebiete, die einem Landesherrn und nicht direkt dem Kaiser unterstanden, sei die einzig richtige und der Geistliche Vorbehalt sei uneingeschränkt rechtskräftig. Die Echtheit der Declaratio Ferdinandea wird bezweifelt und ihr Anspruch als ungültig zurückgewiesen, nach dem die geistlichen Fürsten ebenso wie die weltlichen Fürsten das Recht hätten, Andersgläubige aus ihrem Territorium auszuweisen. Weiterhin seien die Anhänger des Calvinismus nicht in das Schutzversprechen des Friedens mit eingeschlossen, sondern nur die Anhänger der Augsburger Konfession. In dem Edikt droht der Kaiser allen Reichsständen, die weder lutherisch noch katholisch sind oder Widerstand gegen das Edikt leisten, die Reichsacht an.
Im zweiten Teil werden die dementsprechenden Konsequenzen gezogen. Sollten die Protestanten auf ihrer Auslegung des Friedens beharren, so solle das Reichskammergericht ohne weitere Disputation entsprechende Urteile dagegen fällen. Verschärfend wurden die meisten Interpretationen der protestantischen Seite als so klar erkennbar falsch erklärt, dass sie gar nicht erst vor einem Gericht verhandelt werden müssten. Daraus folgend seien sämtliche Säkularisationen von Kirchengut durch die Protestanten, die nach dem Passauer Vertrag von 1552 erfolgt waren, ungültig. Die korrekte Rechtsauslegung durch den Kaiser musste also nur noch durch die Exekutive durchgesetzt werden.

## Durchsetzung des Edikts

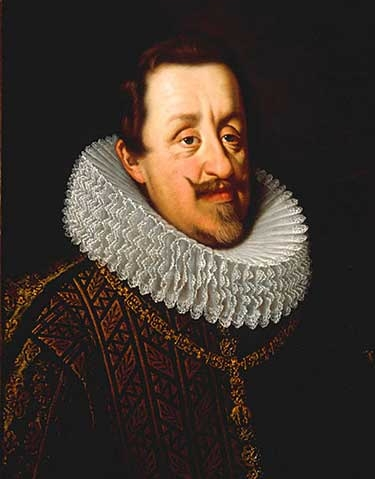
Kaiser Ferdinand II.

Zunächst ließ Ferdinand in Wien heimlich 500 Kopien des Edikts anfertigen, die er an die Kreisobristen und wichtige Fürsten mit der Order schickte, weitere Kopien gleichzeitig am 29. März zu veröffentlichen. Im ganzen folgenden Jahr konzentrierten sich die Anstrengungen darauf, das Edikt durchzusetzen.
Die Bestimmungen des Edikts bedeuteten die Rückgabe der Erzbistümer Bremen und Magdeburg sowie sieben weiterer Bistümer und über 500 Klöster. Diese lagen vor allem in Württemberg, Franken und Niedersachsen. In den betroffenen Reichskreisen setzten kaiserliche Kommissare das Edikt durch, indem sie die säkularisierten Güter inspizierten und mit Hilfe von Soldaten besetzten und an katholische Administratoren übergaben.
Besonders betroffen waren davon die Reichsstädte, die Markgrafschaft Baden-Durlach und das Herzogtum Württemberg, in dem allein 50 Klöster restituiert wurden und der Herzog dadurch fast die Hälfte seines Territoriums verlor. In Franken und Württemberg vollzog Ernst Egon Graf von Fürstenberg das Restitutionsedikt.

## Folgen
Die Protestanten setzten dem Edikt erbitterten Widerstand entgegen, zumal sie befürchteten, dass der Kaiser ein weiteres Edikt erlassen könnte, in dem er auch den vor 1552 säkularisierten Kirchenbesitz restituiert. Daher unterstützte ihre öffentliche Meinung die Invasion des Schwedenkönigs Gustav II. Adolf, der im folgenden Jahre 1630 den Krieg gegen den Kaiser und die Liga aufnahm. Auch die anfangs zögerlichen evangelischen Kurfürsten von Sachsen und Brandenburg schlossen sich dem Schwedenkönig an.
Aber auch die katholischen Reichsstände, insbesondere die Kurfürsten, hatten Bedenken gegen das Restitutionsedikt, da es die Machtposition des Kaisers erheblich stärkte. So hatte dieser gleich zwei der vormals protestantisch administrierten reichsunmittelbaren Territorien, das Erzstift Magdeburg und das Hochstift Halberstadt, seinem jüngeren Sohn Leopold Wilhelm übergeben. Erstmals wieder seit dem Wormser Edikt von 1521 war ein Reichsgesetz erlassen worden, ohne die Kurfürsten um ihre Zustimmung zu bitten. Unbeschadet von inhaltlicher Zustimmung erschien das ihnen generell bedenklich. Dementsprechend zwangen sie unter der Führung von Maximilian I. von Bayern auf dem Regensburger Kurfürstentag 1630 Kaiser Ferdinand II., seinen Generalissimus Wallenstein, der ein entschiedener Gegner des Edikts, aber auch das militärische Hauptwerkzeug des Kaisers war, zu entlassen und einer Überprüfung des Restitutionsedikts zuzustimmen. Beachtenswert ist, dass Maximilian die Kurfürstenwürde erst einige Jahre zuvor durch einen Bann des pfälzischen Kurfürsten Friedrich V. und der Aberkennung von dessen Kurfürstenwürde durch Ferdinand II. erlangt hatte und auch inhaltlich keineswegs ein Gegner des Edikts war. Im Prager Frieden von 1635 musste der Kaiser das Edikt für 40 Jahre außer Kraft setzen.
Im endgültigen Westfälischen Frieden von 1648 wurde das Restitutionsedikt aufgehoben und der Konfessionsstand von 1624 als verbindliche Norm festgeschrieben.